# Peter von Savoyen
Peter von Savoyen (* um 1440; † 21. Oktober 1458 in Turin) war Erzbischof von Tarentaise und Bischof von Genf.

## Leben
Peter war der Sohn von Herzog Ludwig von Savoyen und Anna von Zypern, Tochter des Königs Janus von Zypern Peter war der Enkel des Gegenpapstes Felix V., vormals Herzog Amadeus VIII. von Savoyen. Die Bischöfe von Genf, Johann Ludwig von Savoyen und Franz von Savoyen waren Brüder, der Genfer Bischof Philipp von Savoyen war ein Neffe von Peter.
Peter trug den Ehrentitel eines Apostolischen Protonotars und war Abt von Sant’Andrea in Vercelli. Das Genfer Domkapitel  setzte ihn am 13. Januar 1451 in den Besitz des Bistums. Papst Nikolaus V. ernannte am 28. Februar 1451 Jean de Grolée zum Administrator des Bistums, der jedoch bereits im April des gleichen Jahres zurücktrat. Im folgte Thomas de Sur als Administrator. Von 1454 bis 1456 war Peter auch Erzbischof von Tarentaise. Dort war Andreas, Titularbischof von Hebron, Administrator des Erzbistums.
Peter studierte in Turin, wo er am 21. Oktober 1458 starb. Er wurde in der Franziskanerkirche in Pinerolo bestattet.